# Principe Sabahaddin
Il principe Mehmed Sabahaddin de Neuchâtel, nato Sultanzade Mehmed Sabahaddin Bey (Costantinopoli, 13 febbraio 1879 – Neuchâtel, 30 giugno 1948) è stato un principe, sociologo intellettuale e politico ottomano.
Era il figlio maggiore di Seniha Sultan, figlia del sultano Abdülmecid I, e di suo marito Mahmud Celaeddin Pasah. I suoi genitori erano entrambi oppositori di Abdülhamid II, fratellastro di Seniha, e avevano partecipato a un complotto fallito per rimettere sul trono Murad V, anche lui fratellastro di Seniha. Dopo il fallimento, Celaeddin fuggì in Europa coi figli, mentre Seniha fu catturata e posta agli arresti domiciliari con altri membri della famiglia. 
Sia Sabahaddin che suo fratello minore, Sultanzade Ahmed Lütfullâh Bey, seguirono le orme politiche dei loro genitori. 
Fu infine esiliato da Abdülhamid II a causa della sua minaccia alla casa regnante di Osman (la dinastia ottomana), di cui era membro, alla fine del XIX e all'inizio del XX secolo, dovuta alla sua attività politica e alla spinta per una democrazia su modello europeo nell'Impero ottomano, che avrebbe posto fine al potere assoluto del sultano. Fu uno dei fondatori del Partito Liberale ottomano di breve durata.
Sebbene facesse parte della stessa dinastia ottomana, attraverso sua madre, Sultanzade Sabahaddin era conosciuto come un membro dei Giovani Turchi e si oppose quindi al dominio assoluto della dinastia. Come seguace di Émile Durkheim, il principe Sabahaddin è considerato uno dei fondatori della sociologia in Turchia. Nel 1902 istituì la Società per l'iniziativa privata e il decentramento (in turco Teşebbüs-i Şahsi ve Adem-i Merkeziyet Cemiyeti).

## Biografia

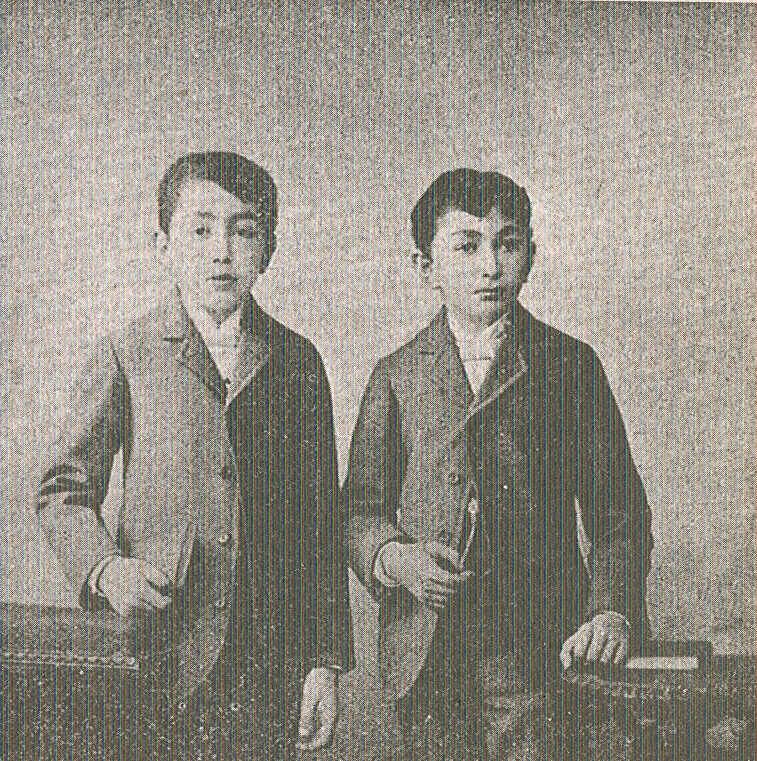
Sabahaddin (a destra) con suo fratello Lütfullah.

Il principe Sabahaddin nacque a Costantinopoli nel 1879. Sua madre era Seniha Sultan, figlia del sultano ottomano Abdülmecid I e di una delle sue consorti, Nalandil Hanim. Suo padre era Mahmud Celaleddin Pasha, figlio del Grand'Ammiraglio Damat Gürcü Halil Rifat Pascià.
Sultanzade Sabahaddin, in quanto nipote dei sultani Murad V, Abdul Hamid II, Mehmed V e l'ultimo sultano Mehmed VI, ebbe un'educazione versatile nel palazzo ottomano.
Sabahaddin fuggì alla fine del 1899 con il fratello e il padre, che si erano scontrati con Abdul Hamid II, prima in Gran Bretagna, poi a Ginevra, centro dell'opposizione al sultano ottomano. Dopo un avvertimento del Consiglio federale di Ginevra nel 1900, lasciarono la città per Parigi e Londra.
Nella prima fase della sua carriera nell'opposizione politica (1900-1908), cercò l'unità tra cristiani e musulmani e incontrò i capi dei rispettivi gruppi. Ricevette sostegno nella causa dei Giovani Turchi e durante questo periodo, incontrò Edmond Demolins, divenendo un seguace della scuola di scienze sociali. Sabahaddin sosteneva le politiche economiche liberali nella sua Società per l'iniziativa privata e il decentramento, che divenne una rivale del Comitato di Unione e Progresso (CUP) di Ahmet Rıza. Questa divisione afflisse il movimento dei Giovani Turchi prima del 1908 e avrebbe costituito la disputa centrale nel discorso politico più istituzionalizzato della Seconda era costituzionale. Dopo la Rivoluzione dei Giovani Turchi nel 1908 e la presa del potere da parte del Comitato di Unione e Progresso, Sabahaddin tornò nell'Impero ottomano. 
Il suo Partito liberale, in opposizione al Comitato di Unione e Progresso, fu bandito due volte, nel 1909 e nel 1913, e dovette fuggire nuovamente. Trascorse il periodo della prima guerra mondiale come capo dell'opposizione in esilio nella Svizzera occidentale.
Nel 1919, Sabahaddin tornò a Istanbul nella speranza di realizzare la sua visione politica, ma alla fine fu bandito nel 1924 dal vittorioso Movimento Nazionale Turco sotto Mustafa Kemal (poi Atatürk). Il suo progetto di una Turchia democratica conteneva gli strumenti deldecentramento e dell'iniziativa privata, elementi delle teorie sociali di Frederic Le Play ed Edmond Demolins. Dopo l'istituzione della nuova Repubblica di Turchia nel 1923, fu esiliato dalla Turchia con una legge del 3 marzo 1924 che espelleva tutti i membri viventi della Casa di Osman e così, da quel momento, Sabahaddin dovette vivere in esilio in Svizzera. Nella sua autobiografia The Witness (1962, prima edizione; 1974, seconda edizione riveduta e ampliata), John G. Bennett, nota che nei suoi ultimi anni, a causa delle sue frustrazioni, delusioni e di esilio, secondo quanto riferito era diventato un alcolizzato ed era morto in grande povertà.
Nel 1952, i resti di Sultanzade Sabahaddin furono trasferiti a Istanbul e sepolti nella Türbe (mausoleo) del padre e del nonno.

## Famiglia
Sabahaddin ebbe due consorti:
- Tabinak Hanim (s. 1898 - div. 14 agosto 1961), da cui ebbe l'unica figlia: 
  - Fethiye Kendi Hanim Sabahaddin (1899 - 1986). Non si sposò né ebbe figli.
- Kamuran Hanım. Sorella minore di Tabinak, si sposarono dopo che Sabahaddin divorziò dalla prima moglie.

## Influenze su altre persone
Sabahaddin influenzò inconsapevolmente molte persone tra cui John G. Bennett, che gli fu presentato da Satvet Lutfi Bey (Satvet Lütfi Tozan) nel 1920 mentre Bennett lavorava come ufficiale dei servizi segreti per l'esercito britannico che occupava Istanbul dopo la prima guerra mondiale. Sabahaddin portò Bennett nel mondo della spiritualità incoraggiandolo a leggere Les Grands Initiés ("I grandi iniziati") di Édouard Schuré. Aveva anche presentato Bennett a una donna inglese che viveva in Turchia, Winifred "Polly" Beaumont, che in seguito Bennett sposò. Tra gli altri a cui Sabahaddin aveva presentato Bennett, il più influente era G. I. Gurdjieff, un uomo che Bennett considerò il suo mentore e maestro per il resto della sua vita.